# Río Illinois
El río Illinois es un río de los Estados Unidos, uno de los principales afluentes del río Misisipí. Sus 439 km discurren en su totalidad por el estado de Illinois que le da nombre, y su cuenca drena 72 701 km², casi la mitad de la superficie del estado, aunque también se extiende a sectores de Wisconsin e Indiana. El río jugó un papel importante para los pueblos indígenas norteamericanos y los primeros comerciantes franceses como principal vía de comunicación entre los Grandes Lagos y el río Misisipí, permitiendo atravesar de norte a sur el país. Los distintos asentamientos de colonos que se establecieron a lo largo de la ribera durante el siglo XVII conformaron el núcleo del llamado Pays des Illinois. Después de la construcción de los canales de Illinois y Míchigan y de Hennepin en el siglo XIX, el papel del río como enlace entre el lago Míchigan y el Misisipí creció en el contexto de transporte fluvial de un país industrializado.
El 19 de octubre de 1984 un tramo de 50,4 km del río fue declarado río salvaje y paisajístico nacional (National Wild, Scenic & Recreatical River).

## Hidrografía

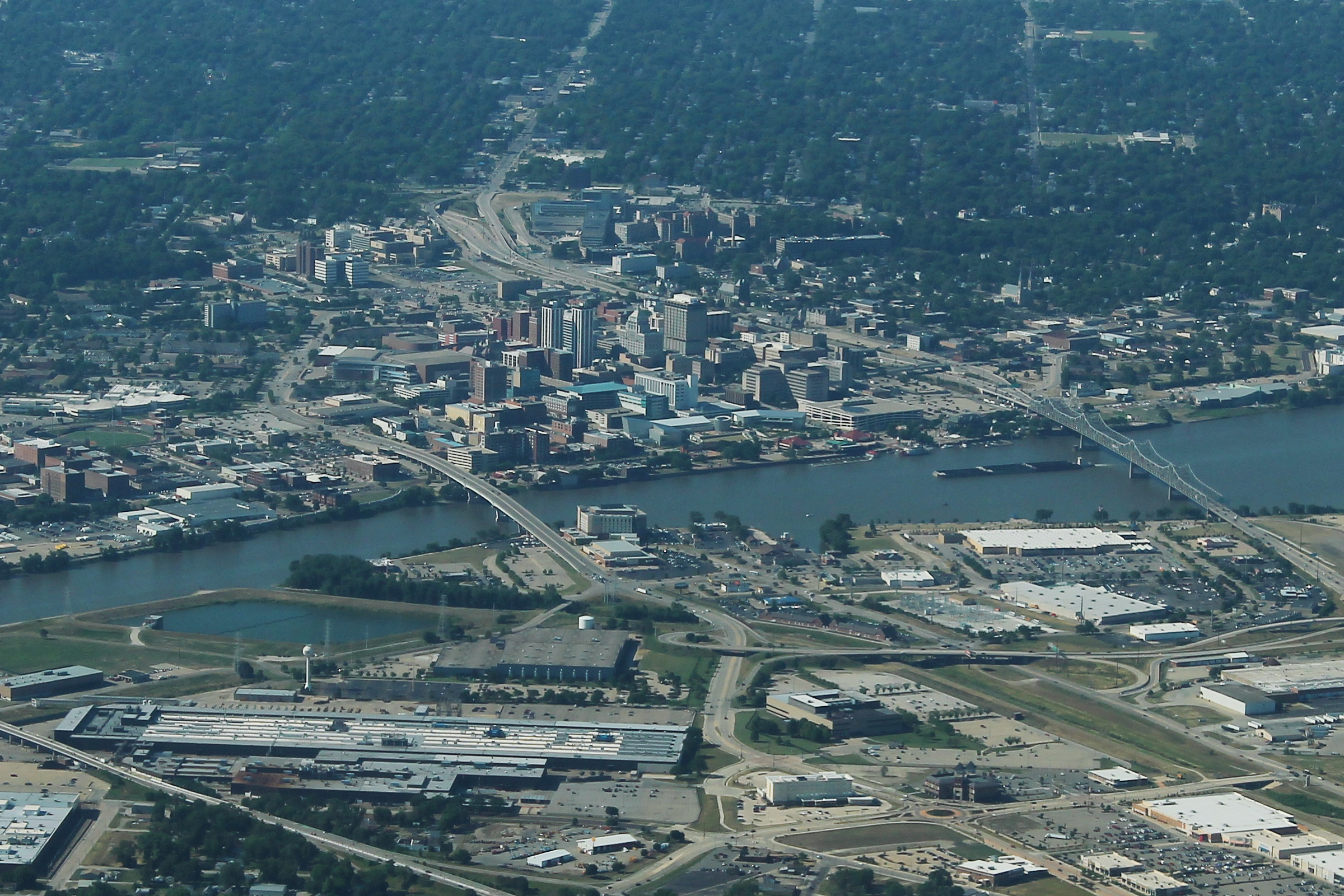
El río Illinois a su paso por Peoria

El río Illinois nace de la confluencia de los ríos Kankakee (145 km) y Des Plaines (241 km), en el condado de Grundy, unos 16 km al suroeste de la ciudad de Joliet, en el noreste del estado de Illinois. El primer tramo fluye hacia el oeste atravesando las ciudades de Morris y Ottawa, desembocando los ríos afluentes Mazon (48 km) y Fox (320 km). A su paso por la ciudad de LaSalle se le une el río Vermilion, y continúa fluyendo hacia el oeste varios kilómetros atravesando las localidades de Peru y Spring Valley. Al sureste del condado de Bureau el río vira en una zona llamada como Gran Bend (Gran Curva) y toma dirección suroeste pasando por una de las ciudades más importantes del occidente de Illinois, Peoria, el núcleo más populoso de los que atraviesa el río.
Al sur de Peoria se le une el río Mackinaw, atravesando justo a continuación el Refugio Nacional de Vida Silvestre Chautauqua, con una gran diversidad de especies de aves y peces. En frente de la localidad Havana desemboca el río Spoon (257 km), y, poco después, en las cercanías de Browning, el río Sangamon (402 km). Ocho kilómetros al suroeste de Beardstown se le une el río La Moine (160 km).
En las cercanías de la confluencia con el Le Moine, el Illinois toma dirección sur, fluyendo los últimos 32 km de manera paralela al Misisipí y menos de 8 km de éste. En este último tramo los afluentes son menores en número y caudal, siendo el más relevante el arroyo Macoupin, que se une al Illinois en los límites de los condados de Greene y Jersey, unos 24 km río arriba de la confluencia con el Misisipí.
Finalmente el río Illinois desemboca en el Misisipi cerca de la localidad de Grafton, unos 40 km al noroeste de la ciudad de San Luis (Misuri) y 32 km de la confluencia entre el río Misuri y el Misisipi.

## Historia

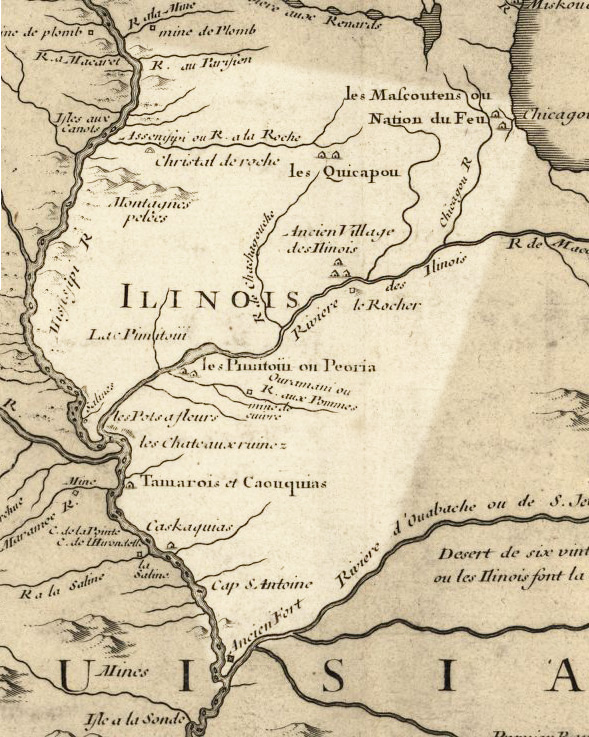
The Illinois River as mapped in 1718, modern Illinois state highlighted.

El valle del río Illinois fue uno de los bastiones de la Confederación de los ilinueses de nativos americanos. Los franceses se encontraron por primera vez con los nativos aquí en 1673. El primer asentamiento europeo en el actual estado de Illinois fue la misión jesuita fundada en 1675 por el padre Jacques Marquette en las orillas del Illinois frente a Starved Rock en el Grand Village of the Illinois. Marquette escribió sobre el río:

No hemos visto nada como este río en el que entramos, en cuanto a su fertilidad de suelo, sus praderas y bosques; su ganado, alces, venados, gatos monteses, avutardas, cisnes, patos, loros e incluso castores. Hay muchos pequeños lagos y ríos. El que navegamos es ancho, profundo y tranquilo, por 65 leguas.
Marquette

En 1680, René Robert Cavelier de La Salle construyó el primer fuerte en Illinois, Fort Saint Louis, en Starved Rock. Más tarde fue reubicado en el sitio actual de Creve Coeur, cerca de Peoria, donde los jesuitas se mudaron.

## Poblaciones

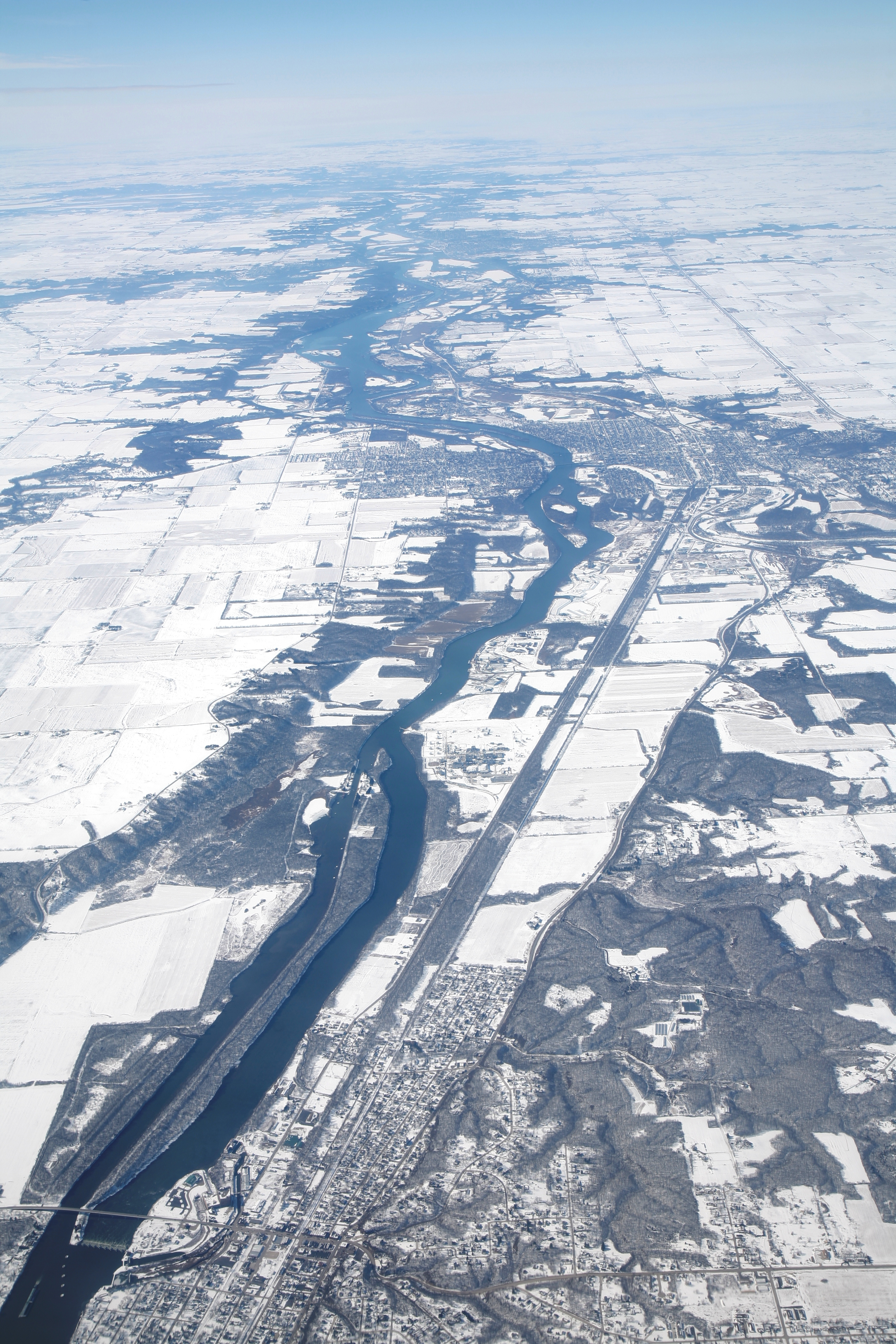
Vista aérea hacia el oeste a lo largo del río Illinois, con Marseilles (parte inferior) y Ottawa (centro).

- Bath
- Beardstown
- Browning
- Chillicothe
- Chicago
- Creve Coeur
- East Peoria
- Florence
- Hardin
- Havana
- Hennepin
- Henry
- Kampsville
- Kingston Mines
- LaSalle
- Lacon
- Liverpool
- Marseilles
- Meredosia
- Morris
- Naples
- Naplate
- North Utica
- Oglesby
- Ottawa
- Pekin
- Peoria
- Peoria Heights
- Peru
- Rome
- Seneca
- Spring Bay
- Spring Valley
- Valley City